# 6796 Sundsvall
För andra betydelser, se Sundsvall (olika betydelser).
6796 Sundsvall är en asteroid i huvudbältet som upptäcktes den 21 mars 1993 i samband med projektet UESAC. Den fick den preliminära beteckningen 1993 FH24 och  namngavs senare efterden svenska staden Sundsvall.
Den tillhör asteroidgruppen Padua, också kallad Lydia.